# Oporkowanie bloku książki
Oporkowanie grzbietu bloku książki -  czynność podczas oprawy książki. Oporkowanie wykonuje się przez odgięcie zewnętrznych grzbietów składek bloku książki. Oporkowanie zwiększa wytrzymałość połączenia bloku z okładką, gdyż oporek utworzony na krawędzi grzbietu bloku książki opiera się o krawędź grzbietową okładzinówki. Oporkowanie można stosować do grzbietów wieloskładkowych zaokrąglonych i prostych. 